# Joseph Keele
Joseph Keele (1863-1923) est un explorateur et géologue irlandais.

## Biographie
Né en Irlande, il arrive au Canada à l'adolescence. Adulte, il organise des expéditions pour cartographier les filons d'or du Yukon. En 1907, il parcourt la région comprise entre le Yukon et le Mackenzie.
Il meurt peu après un voyage en Égypte, où il avait visité la tombe de Toutânkhamon récemment découverte.
Il a donné son nom au Keele Peak.